# Rezerwat przyrody Olsy Płoszyckie
Rezerwat przyrody Olsy Płoszyckie – leśny rezerwat przyrody położony na obszarze gminy Lelis, w powiecie ostrołęckim.
Rezerwat został powołany zarządzeniem Ministra Ochrony Środowiska, Zasobów Naturalnych i Leśnictwa z dnia 25 lipca 1997 roku (M.P. z 1997 r. nr 56, poz. 544).
Celem ochrony jest ochrona dobrze zachowanego kompleksu olsów położonych w dolinie rzeki Rozogi, wykazującego wysokie walory faunistyczne, fitosocjologiczne i florystyczne, położonego w Puszczy Kurpiowskej.
Zbiorowiska roślinne w rezerwacie:
- Ribo nigri-Alnetum – żyzny ols porzeczkowy – 93,97 ha
- Fraxino-Alnetum (Circaeo-Altenum) – łęg jesionowo-olszowy – 43,37 ha
- Peucedano-Pinetum – subkontynentalny bór świeży – 0,64 ha.

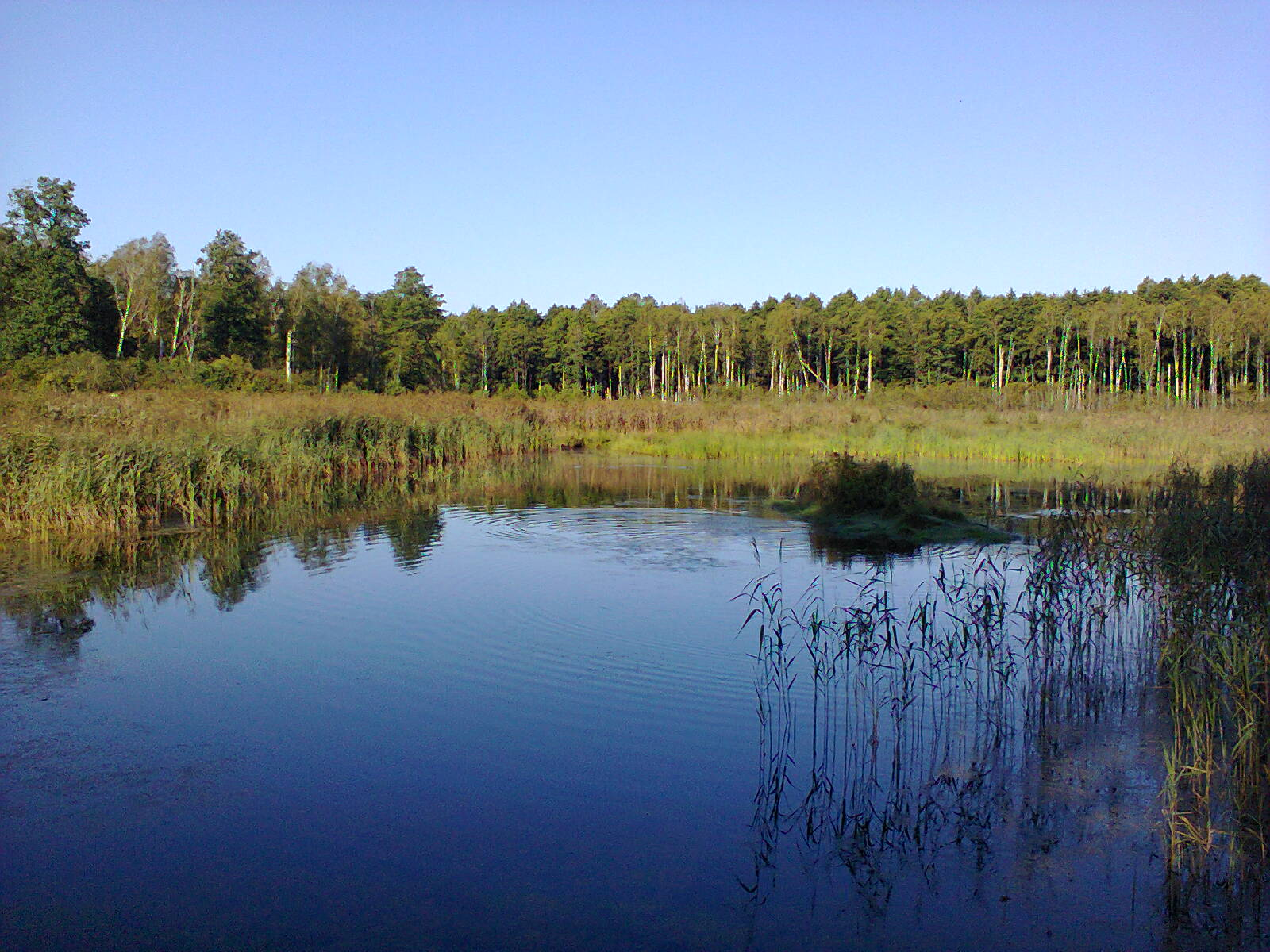
Zbiornik wodny graniczący z rezerwatem

Na terenie rezerwatu zarejestrowano 199 gatunków roślin naczyniowych, w tym bardzo licznie występujący na terenie rezerwatu objęty ochroną gatunkową wawrzynek wilczełyko (Daphne mezereum) oraz dawniej chronione częściowo: kruszyna pospolita (Frangula alnus), kalina koralowa (Viburnum opulus), porzeczka czarna (Ribes nigrum).
W rezerwacie występuje także 49 gatunków ptaków lęgowych i prawdopodobnie lęgowych, w tym gatunki silnie zagrożone wyginięciem.
W przyległym do rezerwatu zbiorniku wodnym i samym rezerwacie liczne żeremia bobrowe.
Wieś Płoszyce jest oddalona od rezerwatu o ok. 4 km. Na skraju rezerwatu leża jednak osada leśna Płoszyce – od południa i osada leśna Grale – od północy.
W pobliżu rezerwatu zlokalizowano parking, a dla celów dydaktycznych została wyznaczona i oznakowana ścieżka dydaktyczna udostępniana przez Lasy Państwowe – Nadleśnictwo Ostrołęka.